# Tell Me You Love Me Tour
Tell Me You Love Me Tour to szósta, a zarazem główna trasa koncertowa amerykańskiej wokalistki, Demi Lovato, wraz ze specjalnymi gośćmi, producentem muzycznym z Nowego Orleanu, DJ-em Khaledem, oraz piosenkarką R&B pochodzącą z Oaklandu, Kehlani, promująca jej szósty, studyjny album, Tell Me You Love Me, wydany w 2017 roku. Trasa koncertowa rozpoczęła się 26 lutego 2018 roku w San Diego w Stanach Zjednoczonych, a jej zakończyła się 22 czerwca br. w Paso Robles w Kalifornii. Miesiąc później po potwierdzeniu krytycznego stanu zdrowia Lovato ze względu na przedawkowanie bliżej nieokreślonego narkotyku odwołano koncerty w Ameryce Południowej, które miały mieć miejsce jesienią.